# AV Guestfalia Tübingen

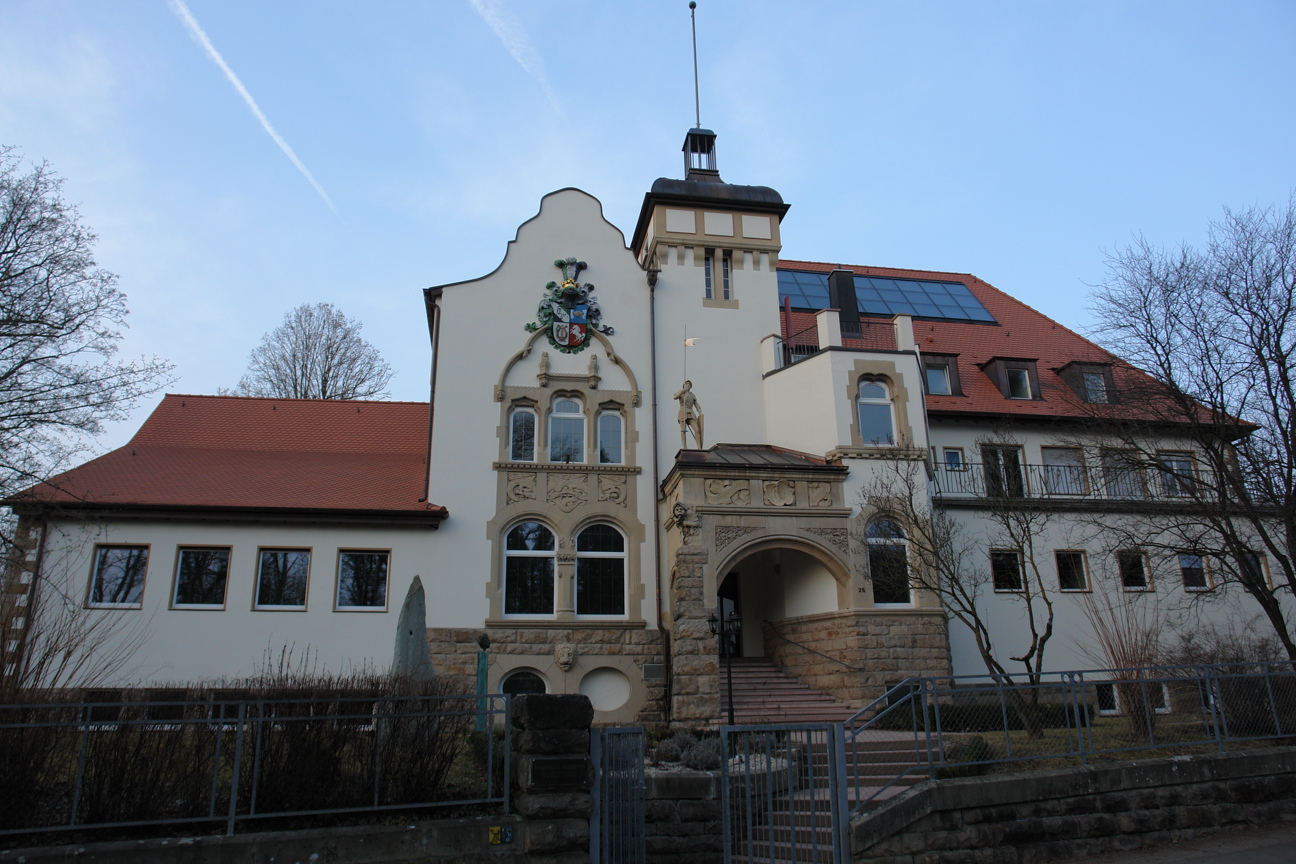
Das Haus der Guestfalia auf dem Tübinger Österberg

Die Akademische Verbindung Guestfalia (AV Guestfalia) Tübingen ist eine 1859 gegründete, nichtschlagende, farbentragende, katholische Studentenverbindung, die dem Cartellverband (CV) angehört. Die AV Guestfalia ist die einzige Verbindung im CV, die das Reiten als Verbindungssport betreibt. Zudem ist sie Mitglied im Marburger Kreis. Die Verbindungsmitglieder werden Tübinger Guestfalen genannt.

## Couleur und Wahlspruch
Die Verbindung trägt die Farben grün-weiß-schwarz. Die Fuxenfarben sind grün-weiß. Kopfcouleur ist eine grüne Tellermütze. Der Wahlspruch der Guestfalia ist In amicitia fortes et hilares.

## Geschichte

### Gründungszeit
Im Oktober 1857 führten 25 aus dem Rheinland stammende Theologie-Studenten eine Tageswanderung zur Achalm bei Reutlingen durch. In der Folgezeit trafen sich zwölf dieser Studenten zweimal wöchentlich zum Kneipen und beschlossen im Dezember die Gründung einer Rhenania mit den Verbindungsfarben blau-weiß-rot.
Das offizielle Gründungsdatum ist der 31. Oktober 1859, als die Statuten dem Senat der Universität zugeleitet wurden. 1860 rekonstituierte sich das Corps Rhenania und machte den Anspruch auf den Namen und die Farben der Rhenania geltend; daraufhin erfolgte die Umbenennung in Borussia und die Verbindung gab sich die Farben schwarz-weiß-schwarz.
In den folgenden Jahren hatte die Borussia mit Nachwuchssorgen zu kämpfen, da der Name Preußen, durch Bismarcks Parlamentsmissachtung bei der Heeresreform, in Misskredit gebracht wurde.
1863 erfolgte dann die Umbenennung in Guestfalia; dies bot sich an, da zwei Drittel der Mitglieder aus Westfalen stammten. Guestfalia trat 1864 als drittes Mitglied dem Cartellverband bei. Von 1864 bis 1865 war die Guestfalia Tübingen Mitglied im Würzburger Bund. Im Juli 1865 wurde ein Cartellverhältnis mit der AV Austria Innsbruck geschlossen.
1894 wurde zum ersten Mal über den Bau eines eigenen Verbindungshauses nachgedacht, da die Aktivitas die Zeit gekommen sah, sich unter einem Dach zu versammeln und zu wohnen. Die Verbindung nutzte zuvor die Tübinger Brauereigaststätte Lenzei als Kneiplokal. Am 31. Juli 1899 wurde auf dem Cumulativconvent der Hausbau beschlossen, und unter dem Seniorat von Eugen Bolz, dem späteren württembergischen Staatspräsidenten, anlässlich des 43. Stiftungsfestes am 20. Juli 1902 der Grundstein für das Haus gelegt. Am 1. Juli 1903 zog die Aktivitas gemeinsam mit den Philistern und Gästen vom Tübinger Marktplatz zur feierlichen Hauseinweihung auf den Österberg.

### Die Zeit der Zwei Weltkriege
1920 lagerten auf dem Verbindungshaus zeitweise für die Niederschlagung des Ruhraufstands benötigte Waffen und Munition.
Die nationalsozialistische Machtergreifung 1933 führte auch bei Guestfalia zu einschneidenden Veränderungen. Die Idee der Gleichschaltung musste von allen Verbindungen übernommen werden. Allerdings wurde diese Maßnahme von Guestfalia so weit wie möglich ignoriert, und das verbindungsinterne Mitteilungsblatt wurde noch lange Zeit heimlich weitergeführt. Am 4. April 1935 erfolgte schließlich unter dem Druck der Machthaber die Auflösung des Cartellverbandes. Die Zwangsmitgliedschaft aller Studenten im Nationalsozialistischen Deutschen Studentenbund bewirkte einen Nachwuchsmangel, der letztlich am 4. April 1936 die Auflösung der Verbindung zur Folge hatte. Am 24. Juli 1938 schließlich wurde das Haus samt Inventar von der Gestapo beschlagnahmt. Erst am 1. Januar 1948 ging es wieder in das Eigentum der Guestfalia über.

### Nachkriegszeit
Am 17. Dezember 1950 wurde die Guestfalia durch die akademischen Behörden der Eberhard Karls Universität Tübingen wieder offiziell zugelassen. In den folgenden Jahren ging es wieder aufwärts und 1959 konnte Guestfalia unter dem Seniorat von Klaus Kinkel das 100. Stiftungsfest im Hof des Schloss Hohentübingen feiern. 2009 wurde das 150. Stiftungsfest in der Reutlinger Friedrich-List-Halle gefeiert.
Die Guestfalia führte sechsmal den Vorsitz des Cartellverbandes: 1878/1879, 1886/1887, 1898/1899, 1892/1893, 1900/1901 und 1989/1990 und stellte einmal den Altherrenbundvorsitz des Cartellverbandes: von 1909 bis 1930 mit Felix Porsch.
Die Guestfalia Tübingen hat Nummer 3 in der amtlichen Reihenfolge der Cartellverbindungen. Die offizielle Abkürzung ist Gu.

## Ziele und Prinzipien
Die Guestfalia beruht auf den Prinzipien religio, scientia, amicitia. Sie will eine lebenslange Freundschaft begründen, welche sich durch ihre couleurstudentischen Traditionen und Comment getragen weiß.
- Religio bedeutet das Bekenntnis zum römisch-katholischen Glauben.
- Scientia beinhaltet das Streben nach Wissenschaft und Bildung, und zwar auch über den eigenen Fachbereich hinaus.
- Amicitia bedeutet eine Freundschaft, welche über das Studium hinaus besteht und sich auf diese Weise zum Lebensbund zwischen Studenten und Alten Herren entwickelt.

Die Guestfalia führt im Unterschied zum CV nicht das Prinzip patria.

## Zirkel
Der Guestfalenzirkel ist ein couleurstudentisches Monogram von vier Buchstaben, V, C, F, G, und ein Rufzeichen. Diese Buchstaben stehen für VIVAT CRESCAT FLOREATQUE GUESTFALIA (‚Guestfalia lebe, wachse und gedeihe‘). Eine andere Deutung lautet VIVAT CIRCULUS FRATRUM GUESTFALIAE (‚Es lebe der Kreis der Brüder der Guestfalia‘). Das Rufzeichen steht für IN AETERNUM und bedeutet, dass die Verbindung eine bestehende Aktivitas mit studierenden Mitgliedern hat.
Das stilisierte G in der Mitte steht für den Namen der Verbindung, Guestfalia. Das stilisierte V in der unteren Hälfte steht für VIVAT (‚lebe‘). Das stilisierte C im unteren Teil des mittleren Bogens steht für CRESCAT (‚wachse‘). Das obere Teil des mittleren Bogens bildet zusammen mit dem Strich oben darüber ein stilisiertes F und steht für FLOREAT (‚blühe‘ oder ‚gedeihe‘).

## Der Weiße Ring
Der Weiße Ring war eine couleurstudentische Interessengemeinschaft innerhalb des Cartellverbandes, die offiziell von 1908 bis 1923 existierte. Mitgliedsverbindungen waren neben der Bavaria Bonn die Burgundia München, die Ripuaria Freiburg im Breisgau und die Zollern Münster. Des Weiteren gab es weitere sympathisierende Verbindungen, wie zum Beispiel die Guestfalia Tübingen, die Rheno-Palatia Breslau, die Rheno-Franconia München und die Marco-Danubia Wien.
1899 wurde das Singularitätsprinzip innerhalb des Cartellverbands aufgehoben. Dies wurde insbesondere von Aenania München gefordert. Da der Cartellverband nach der Aufgabe dieses Prinzip seit der Wende vom 19. zum 20. Jahrhundert von nur 26 Verbindungen sehr schnell auf über 80 angewachsen war, kam in einigen Verbindungen die Frage auf, ob es vorteilhaft sei, diese Entwicklung weiter zu folgen oder nicht. Die Bavaria entwickelte im Gegensatz dazu ein sehr enges Verhältnis zu den damaligen Cartellverbindungen vor Aufgabe des Singularitätsprinzips, dann auch ein distanzierteres Verhältnis. Die Bavaria suchte Kontakt zu einigen wenigen Verbindungen in Hochschulorten, in denen Bavaren häufig verkehrten. Daraus entwickelte sich ein enger Zusammenschluss, der inoffiziell als Weißer Ring bezeichnet wurde.
Auf der Cartellversammlung im Jahr 1912 wurde das cartellbrüderliche Du verpflichtend für alle Verbindungen des Cartellverbandes eingeführt. Das fand nicht ungeteilte Zustimmung, weil es üblich ist, Mitglieder von Verbindungen anderer Dachverbände mit Sie anzusprechen. Bavaria lehnte es deswegen auch ab, gänzlich unbekannte Cartellbrüder zu duzen. Da eine Ablehnung des Duz-Comments einen Ausschluss der betreffenden Verbindungen aus dem Cartellverband zur Folge gehabt hätte, beschlossen die Mitglieder des Weißen Rings, außenstehende Cartellbrüder zwar zu duzen, sich untereinander aber mit Sie anzusprechen. Ein weiteres äußerliches Erkennungsmerkmal war das Tragen einer weißen Nelke.
Guestfalia Tübingen trug die ab 1920 im Cartellverband aufgekommenen Bestrebungen mit, den Duz-Comment abzuschaffen. Auch in Sachen Cartellzwang vertrat die Guestfalia des Dreisemesterprinzip, d. h. eine dreisemestrige Aktivität vor einem Wechsel zu einer Cartellverbindung.
Auf der Cartellversammlung im Jahr 1923 wurde den Mitgliedern des Weißen Rings offiziell der Siez-Comment verboten.

## Marburger Kreis
Guestfalia Tübingen gehört dem Marburger Kreis an, einer couleurstudentischen Interessengemeinschaft der ältesten Verbindungen innerhalb des Cartellverbandes (CV). Während sich der Marburger Kreis anfänglich (ab 1986) zusammenfand, um die damals personell geschwächte VKDSt Rhenania Marburg zu stützen, steht heutzutage das gemeinsame Bestreben im Vordergrund, dem Verfall couleurstudentischer Sitten entgegenzuwirken und das Katholizitätsprinzip innerhalb des CV zu stärken.
Der Marburger Kreis besteht aus den folgenden Mitgliedsverbindungen:
- AV Guestfalia Tübingen (1859)
- KDStV Bavaria Bonn (1844)
- KDStV Markomannia Würzburg (1871)
- KDStV Hercynia Freiburg im Breisgau (1873)
- VKDSt Rhenania Marburg (1879)
- KDStV Arminia Heidelberg (1887)

Der Marburger Kreis veranstaltet jedes Wintersemester eine reihumgehende Ringveranstaltung.

## Bekannte Mitglieder
In alphabetischer Reihenfolge:

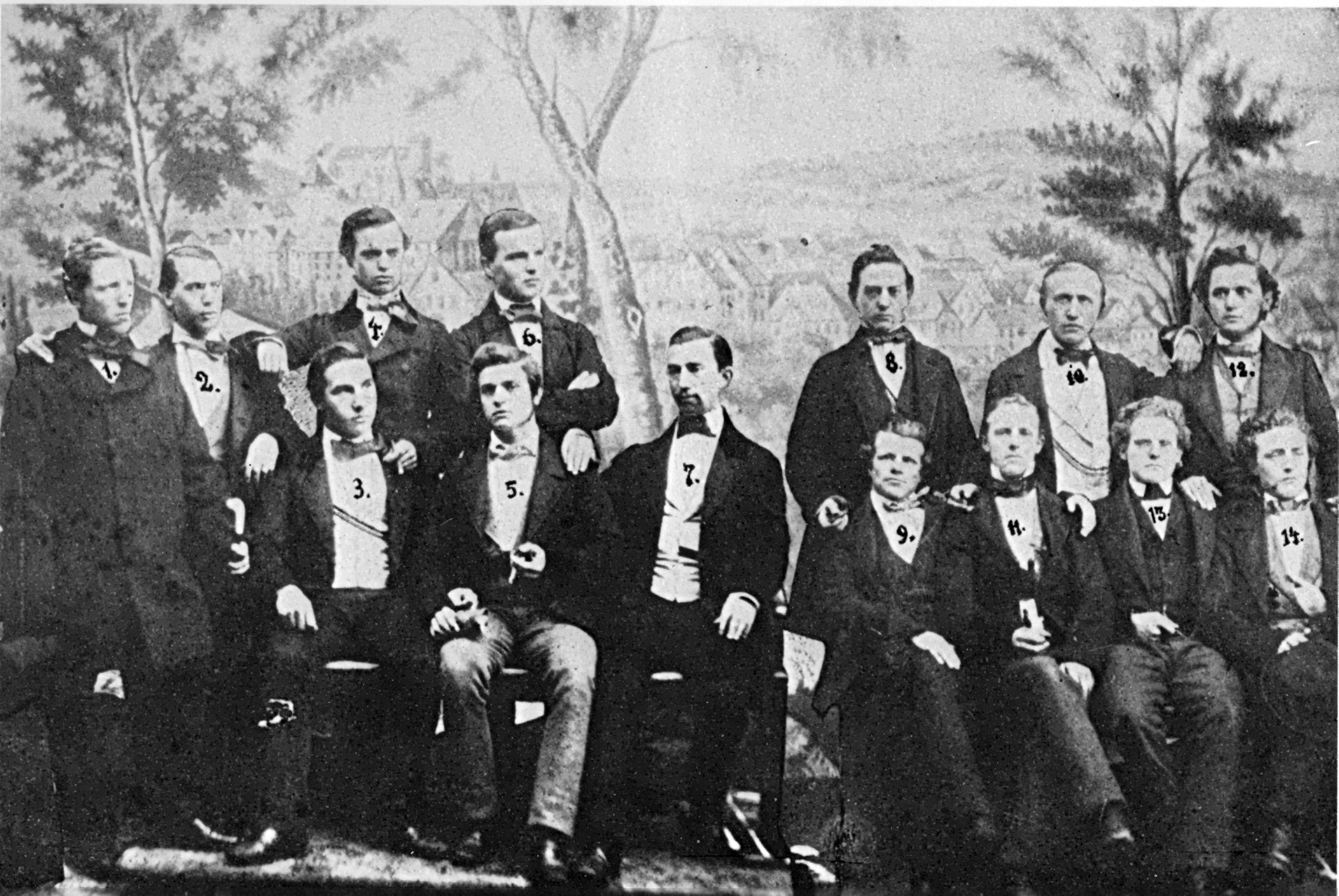
Die Stifter der Akademischen Verbindung Guestfalia im Wintersemester 1857–58

- Theodor Abele (1879–1965), Schulmann
- Andreas Amrhein (1844–1927), Missionsbenediktiner, Gründer der Kongregation von St. Ottilien
- Eugen Angerhausen (1878–1965), Bankdirektor und Kommunalpolitiker in Krefeld
- Walter Bader (1901–1986), Archäologe und Denkmalschützer
- Franz von Bagnato (1843–1896), Mitglieder der Zweiten Kammer des Württembergischen Landtags
- Hermann Bareth (1887–nach 1943), Landrat von Neresheim, Ehingen und Vaihingen
- Clemens Bauer (1899–1984), Prof. für Wirtschafts- und Sozialgeschichte, 1962/63 Rektor der Universität Freiburg
- Josef Baur (1857–1927), Oberamtmann von Neresheim, Riedlingen und Biberach
- Suitbert Bäumer (1845–1894), Benediktiner und Liturgiker
- Valentin Graf von Ballestrem (1860–1920), Montan-Industrieller und Politiker (Zentrum), Mitglied des preußischen Herrenhauses von 1910 bis 1918
- Johannes Bell (1868–1949), Politiker (Zentrum), Reichsminister und Vizepräsident des Reichstags
- Lars Patrick Berg (* 1966), Mitglied des Landtags von Baden-Württemberg (seit 2016)
- Anton Beutel (1868–1949), Oberamtmann von Gerabronn, Geislingen und Ulm
- Konrad Bihl (1898–1971), Mediziner und ärztlicher Standespolitiker
- Cajetan von Bissingen-Nippenburg (1806–1890), Mitglied des Reichstags, Ehrenmitglied
- Eugen Bolz (1881–1945), Politiker (Zentrum) und Staatspräsident von Württemberg und Widerstandskämpfer gegen den Nationalsozialismus, hingerichtet
- Paul Broicher (1914–2001), Hauptgeschäftsführer des Deutschen Industrie- und Handelstags
- Ulrich Brocker (* 1943), Hauptgeschäftsführer des Arbeitgeberverbandes Gesamtmetall
- Reinhold Bruens (1905–1992), Politiker (FDP), Landrat von Münster
- Herbert Burkarth (1924–2006), Arzt und Heimatforscher
- Eduard Burlage (1857–1921), Politiker (Zentrum), Mitglied des Reichstags
- Ludwig Carbyn (1871–1910), Bürgermeister von Eschweiler
- Ernst Commer (1847–1928), Theologe und Philosoph
- Gerhard W. Dammann (1963–2020), Psychiater und Psychoanalytiker
- Franz Josef Dannecker (1927–1992), langjähriger CSU-Schatzmeister
- Franz Dieckmann (1875–1944), Jurist und Politiker (Zentrum), Oberbürgermeister von Münster und Landeshauptmann der Provinz Westfalen
- Alfons Dreher (1896–1980), Historiker und Archivar
- Josef Hermann Dufhues (1908–1971), Innenminister von Nordrhein-Westfalen und Geschäftsführender Vorsitzender der CDU
- Othmar von Ege (1847–1913), Generalvikar des Bistums Rottenburg
- Albert Einsiedler (1914–1970), Ministerialdirektor im Bundespräsidialamt
- Oskar Farny (1891–1983), Brauer und (Zentrum, später CDU), Minister für Bundesangelegenheiten von Baden-Württemberg, Erfinder des Kristallweizens 1926
- Heinz Fellhauer (* 1928), Intendant der Deutschen Welle
- Viktor Josef Fezer (1861–1927), Regierungspräsident des Jagstkreises
- Joseph Freisen (1853–1932), Kirchenrechtler
- Alois Fuchs (1877–1971), Theologe und Kunsthistoriker
- Josef Fürst (1870–1942), Priester und Politiker
- Franz Fugger von Kirchberg (1843–1901), Mitglied des bayerischen Reichsrats
- Josef Rupert Geiselmann (1890–1970), Theologiehistoriker und Dogmatiker, Ehrenmitglied
- Wilhelm Gilsdorf (1895–1966), Richter und Ministerialbeamter
- August Gögler (1890–1968), Bevollmächtigter des Landes Württemberg-Baden und Baden-Württemberg beim Bund
- Eberhard Gönner (1919–2012), Historiker und Archivar
- Bernd Grabensee (1939–2017), Nephrologe und langjähriger Direktor der Klinik für Nephrologie der Heinrich-Heine-Universität Düsseldorf
- Theodor Granderath (1839–1902), Jesuit und Kirchenhistoriker
- Josef Gronover (1890–1963), Bürgermeister von Dorsten
- Alexander Grupp (1911–2003), Unternehmer (Tubex)
- Cornelius Grupp (* 1947), Industrieller (Tubex, PREFA, Stölzle-Oberglas)
- Franz Grupp (1905–2003), Unternehmer (Trigema)
- Theodor Haas (1859–1939), Philologe, Gymnasiallehrer und Historiker
- Eugen Haefele (1874–1935), Oberamtmann von Ellwangen
- Eugen Hagel (1884–1953), Politiker
- Hanspaul Hagenmaier (1934–2013), Hochschullehrer am Institut für Organische Chemie der Universität Tübingen
- Peter Hanfland (1940–2019), Hämatologe, Transfusionsmediziner und Hochschullehrer an der Universität Bonn
- Johannes Franz Hartmann (1865–1936), Astronom
- Karl Joseph von Hefele (1809–1893), Bischof der Diözese Rottenburg, Ehrenmitglied
- Joseph Hehle (1842–1928), Priester, Gymnasiallehrer und Heimatforscher
- Eugen Helfrich (1894–1968), Politiker (CDU), Bürgermeister von Frankfurt am Main und Mitglied des Hessischen Landtags
- Camill Hepp (1880–1939), Mitglied der verfassungsgebenden Landesversammlung des freien Volksstaates Württemberg
- Claus Herberhold (1938–2021), HNO-Arzt, langjähriger Direktor der HNO-Universitätskliniken Hamburg und Bonn
- Johannes Hillebrand (1874–1931), Theologe, Pädagoge und Weihbischof im Bistum Paderborn
- Karl Hofmann (1900–1954), Theologe und Kirchenrechtler
- Friedrich Hüttemann (1875–1945), Theologe, Philologe und Verfasser von Kirchenliedern
- Josef Huggle (1903–1979), Präsident des Landessozialgerichts Baden-Württemberg
- Wilhelm Johnen (1902–1980), Präsident des Landtags von Nordrhein-Westfalen
- Kurt Joussen (1912–2002), Vorsitzender des Hartmannbundes
- Julius Jungel (1848–1928), Oberamtmann von Ehingen und Gmünd
- Josef Kälin (1887–1944), geschäftsführender Präsident der Reichsanstalt für Arbeitsvermittlung und Arbeitslosenversicherung
- Hermann Kah (1904–1990), Oberbürgermeister von Schwäbisch Gmünd
- Paul Wilhelm von Keppler (1852–1926), Bischof der Diözese Rottenburg, Ehrenmitglied
- Johannes Baptist von Kiene (1852–1919), Justizminister von Württemberg
- Klaus Kinkel (1936–2019), Politiker (FDP), Bundesaußenminister und Vizekanzler
- Julius Klaus (1910–1988), Oberbürgermeister von Schwäbisch Gmünd
- Claus Kleber (* 1955), Jurist, Journalist, Moderator des heute-journals
- Jörg Kleeff (* 1969), Chirurg, Direktor der Universitätsklinik und Poliklinik für Viszerale, Gefäß- und Endokrine Chirurgie des Universitätsklinikums Halle
- Adolf Knakrick (1886–1959), Oberbürgermeister von Beuten
- Karl Knaupp (1915–2006), Generalvikar des Bistums Rottenburg
- Alois Knoepfler (1847–1921), Theologe und Kirchenhistoriker
- Anton Koch (1859–1915), Theologe
- Hugo Koch (1869–1940), Theologe und Kirchenhistoriker
- Wilhelm Koch (1874–1955), Theologe
- August von König-Warthausen (1831–1906), Ministerialdirektor
- Günter Korbmacher (1926–2015), ehemaliger Vorsitzender Richter des Asylsenats am Bundesverwaltungsgericht und Anschlagsopfer der Revolutionären Zellen (1987)
- Rudolf Kömstedt (1887–1961), Kunsthistoriker an der Universität Erlangen
- Carl Georg Kruspe (1912–1992), Landrat von Horb
- Josef Anton Lämmle (1861–1934), Oberamtmann von Spaichingen und Aalen
- Hubert Lakner (* 1958), Leiter des Fraunhofer-Instituts für Photonische Mikrosysteme (IPMS) und Hochschullehrer an der TU Dresden
- Jürgen Lambert (1936–2024), Oberbürgermeister von Zweibrücken
- Theodor Legge (1889–1969), Theologe, Generalsekretär der deutschen Katholikentage und des Bistums Meißen
- Johannes Linneborn (1867–1933), Theologe und Politiker (Zentrum)
- Carl Linder (1899–1988), Bankier
- Otto Linder (1891–1976), Architekt
- Andreas Locher (1857–1927), Oberamtmann von Spaichingen
- Eugen Locher (1890–1946), Rechtswissenschaftler, Rektor der Universität Erlangen
- Joseph Löhr (1878–1956), Theologe und Kirchenrechtler.
- Stephan Lösch (1881–1966), Kirchenhistoriker, Ehrenmitglied
- Karl Lüllig (1877–1946), Oberbürgermeister von Schwäbisch Gmünd
- Franz Karl Maier (1910–1984), Verleger des Tagesspiegels
- Hans Mantz (1872–1938), Oberbürgermeister von Ravensburg
- Werner Marx (1924–1985), Vorsitzender des Auswärtigen Ausschusses des Deutschen Bundestages
- Franz Massfeller (1902–1966), Ministerialbeamter
- Albrecht Mayer (1912–1995), Richter am Bundesgerichtshof
- Judas Thaddäus Mayer (1897–1972), Mitglied des Landtags von Württemberg-Hohenzollern
- Rupert Mayer (1876–1945), Jesuitenpater und Widerstandskämpfer gegen den Nationalsozialismus, Seliger der Katholischen Kirche
- Alois Memmesheimer (1894–1973), Dermatologe und Sanitätsoffizier
- Max Miller (1901–1973), Historiker und Staatsarchivsdirektor
- Hans Mosler (1879–1970), Gymnasiallehrer, Schulleiter und Historiker
- Gebhard Müller (1900–1990), Politiker (CDU), Ministerpräsident von Baden-Württemberg und Präsident des Bundesverfassungsgerichts, Ehrenmitglied
- Gustav Adolf Müller (1866–1928), Schriftsteller, Journalist und Pädagoge
- Karl Otto Müller (1884–1960), Archivar und Rechtshistoriker
- Paul Müller (1893–1983), Verwaltungsjurist
- Bernhard Nadbyl (1846–1921), Politiker (Zentrum), Mitglied des Preußischen Abgeordnetenhauses und des Reichstags
- Anton Ernst von Neipperg (1883–1947), Politiker und Gutsbesitzer
- Josef Anton Nieder (1848–1906), Mitglied der Zweiten Kammer des württembergischen Landtags
- Hans Dieter Ochs (* 1936), Immunologe und Kinderarzt, Professor an der University of Washington
- Jakob Odenthal (1886–1954), Landrat des Kreises Kempen-Krefeld von 1929 bis 1945
- Franz Paradeis (1871–1941), Landrat von Münsingen, Schwäbisch Hall, Schwäbisch Gmünd und Ravensburg
- Anton Pfeifer (* 1937), Politiker (CDU) und Staatsminister im Bundeskanzleramt
- Kurt Pickart (1910–1988), Rechtsanwalt und Offizier
- Felix Porsch (1853–1930), Politiker (Zentrum)
- Rudolf Probst (1817–1899), Politiker (Zentrum) und Mitglied des Reichstags
- Hermann Pütz (1878–1928), Bürgermeister von Bergisch Gladbach, Landrat von Aachen, Mitbegründer des CHIO Aachen
- Eduard Quintenz (1853–1935), Landrat von Neresheim und Ehingen
- Eduard Quintenz (1888–1977), Landrat von Oberndorf und Tuttlingen (DNVP, NSDAP)
- Edmund von Radziwill (1842–1895), Politiker (Zentrum), Theologe und Mitglied des Reichstags
- Franz Raidt (1896–1982), Ministerialdirektor
- Walter Reichenmiller (1942–1999), Flottillenadmiral
- Jürgen F. Riemann (* 1943), Internist und Gastroenterologie
- Carlheinz Riepenhausen (1905–nach 1960), Dramaturg und Hörfunkregisseur
- Andreas Reichle (1861–1921), Oberbürgermeister von Ravensburg
- Ignaz Rohr (1866–1944), katholischer Theologe und Rektor der Universität Tübingen, Ehrenmitglied
- Joachim Rückert (* 1945), Rechtshistoriker
- Wolfgang Rupf (* 1942), Aufsichtsratsvorsitzender der Hornbach Holding AG[5]
- Georg von Sachsen (1893–1943), letzter Kronprinz von Sachsen, Priester und Jesuit
- Albert Sauer (1902–1981), Politiker (CDU) und Kultusminister von Württemberg-Hohenzollern
- Hans Dietmar Sauer (* 1941), Vorstandsvorsitzender der Landesbank Baden-Württemberg
- Hermann Schaufler (1947–2022), Politiker (CDU), Minister für Wirtschaft und Verkehr von Baden-Württemberg
- Fritz Schellhorn (1888–1982), Konsul in Rumänien und Unterstützer verfolgter Juden im Zweiten Weltkrieg
- Rudolf von Scherer (1845–1918), Kirchenrechtler
- Johannes Schick (1854–1930), Bürgermeister von Laupheim und Mitglied in der Zweiten Kammer des württembergischen Landtags
- Julius Schlaich (1860–nach 1927), Oberamtmann von Neresheim und Aalen
- Anselm Schott (1843–1896), Benediktinerpater, Herausgeber des Messbuchs für Laien
- Paul Schraermeyer (1884–1955), Landrat von Hechingen
- Eugen Schreck (1911–1993), Augenarzt, langjähriger Direktor der Augenklinik des Universitätsklinikums Erlangen-Nürnberg
- Joachim Schroedel (* 1954), Auslandsseelsorger in Kairo
- Hubert Schrübbers (1907–1979), Präsident des Bundesamtes für Verfassungsschutz
- Wolfgang Schuster (* 1949), Oberbürgermeister von Stuttgart
- Adalbert Seifriz (1902–1990), Politiker (CDU) und Minister für Bundesangelegenheiten von Baden-Württemberg
- Hermann Selbherr (1934–2024), ehemaliger DFB-Spielausschussvorsitzender und Spielleiter des DFB-Vereinspokals
- Felix Seulen (1900–1958), Landrat von Eupen und Oberkreisdirektor von Aachen
- Paul Simon (1882–1946), katholischer Theologe und Rektor der Universität Tübingen
- Georg Sperlich (1877–1941), Oberbürgermeister von Münster
- Max Stiff (1890–1966), Landrat von Münster
- Johannes Straub (1912–1996), Althistoriker an der Universität Bonn
- Karl von Streich (1826–1917), Mitglied des Reichstags und Richter am Reichsgericht
- Gerhard Theissing (1903–1987), HNO-Arzt und Hochschullehrer
- Michael-Ingo Thomas (* 1943), Richter am Bundesfinanzhof
- Carl Trabold (1899–1981), Verwaltungsjurist und Geschäftsführer der Staatlichen Toto-Lotto GmbH Baden-Württemberg
- Carl Ludwig Paul Trüb (1894–1981), Medizinalbeamter
- Oskar Türk (1893–1978), Politiker (FDP), Stadtkämmerer von Köln und Mitglied des Landtags von Nordrhein-Westfalen
- August Vezin (1879–1963), Philologe
- Gustav Wabro (1933–2018), Staatssekretär und Bevollmächtigter des Landes Baden-Württemberg beim Bund
- Karl Walser (1892–1982), Politiker (Zentrum, später NSDAP), Landrat von Ehingen, Regierungspräsident von Südwürttemberg-Hohenzollern
- Ernst Weinschenk (1865–1921), Mineraloge und Petrologe
- Peter H. Werhahn (1913–1996), Unternehmer
- Alfons Wetter (1894–1958), Senatspräsident beim Bundesfinanzhof
- Peter Wetter (1930–2020), Politiker (CDU), Mitglied des Landtags von Baden-Württemberg
- Harald Wiedmann (* 1945), Vorstandssprecher der KPMG Deutschland
- Karl Wilde (1910–1984), Ministerialbeamter und Diplomat
- Lothar Woerner (1930–2000), Vorsitzender Richter am Bundesfinanzhof
- Hans Wolter (1910–1984), Kirchenhistoriker
- Bernhard Wuermeling (1854–1937), Oberpräsident der Provinz Westfalen
- Franz Wunsch (1864–1964), Richter am Reichsfinanzhof
- Wilhelm Zimmer (1864– † nach 1945), Mitglied des Preußischen Abgeordnetenhauses